# محمد بن أبي بكر البري
محمد بن أبي بكر بن عبد الله بن موسى الأنصاري التلمساني المعروف إختصاراً بالبُرِّي (605 هـ - 665 هـ / 1208م - 1266م) مؤرخ، ونسابة، وعالم عاش في الأندلس والمغرب، وهو من علماء القرن السابع الهجري، ولم يصل إلينا من كتبه إلى الجوهرة في نسب النبي وأصحابه العشرة والذي انتهى من تصنيفه في عام 645 هـ، وقد عاش أكثر حياته في جزيرة منورقة إحدى جزر البليار في البحر الأبيض المتوسط.